# 拝郷メイコ
拝郷 メイコ（はいごう めいこ、1978年〈昭和53年〉5月6日 - ）は、東京都出身のシンガーソングライター。本名は拝郷 芽衣子（読み同じ）。牡牛座、O型。

## 人物
1995年、友人とコピーバンド「マママンゴー」結成。ヤマハの「高校対抗バンド合戦」で準優勝。その後ボーカルユニット「Fragrance Balance（フレグランス バランス）」に参加。作詞を始める。
1996年、Fragrance Balanceが、ヤマハのThe 5th MUSIC QUEST JAPAN FINALで審査員特別賞を受賞 したのをきっかけに、2001年11月7日「トマトスープ」でヤマハミュージックコミュニケーションズよりデビュー。同年、四谷天窓にてCD発売前に単独ライブを行っている。
Fragrance Balanceは、1997年に解散。その後、各種イベント、ライブハウス、路上、テレビパーソナリティ等で活動。「ピンキーちょうだい」や「どれどれの木」などのコマーシャルソングも手がける。愛・地球博でライブを行ったこともある。
また、人工的に人声ボーカルを作り上げる歌声合成ソフトであるVOCALOIDの「MEIKO」の声を担当した人物である。
2006年、ヤマハミュージックコミュニケーションズとの契約終了。同年12月、オリジナルレーベル「nanno record」設立。プロモーションはTBS系列の「日音アーティスト」が担当。

## ディスコグラフィ
シングル
- どれどれの唄（2005.07.09） - スタジオジブリプロデュース。読売新聞キャラクター「どれどれ」イメージソング
- もしも私がお母さんになったら（2003.09.25） - 拝郷メイコ＆ピッチトークス
- メロディ（2002.11.20）
- やさしいちから（2002.02.06）
- トマトスープ （2001.11.07）

アルバム
- ホシノモト(2017.11.10)
- BROOCh（2012.06.08）
- HELLO TREE（2009.09.04）
- ウタカタクロール（2007.01.31）
- 日々是青色（2005.07.20）
- ソイトゲヨウ（2003.11.19）
- ミチカケ （2002.03.06）

参加アルバム
- 古川本舗 「Alice in wonderword」[6](2011.06.15) - 「Alice」ヴォーカル
- 東京カフェスタイル #1 stories[7]（2012.04.25） - オムニバス・ユニット「f.e.n.（female ensemble network）」のメンバーとして。荒井由実のカバー集。
- 古川本舗 「ガールフレンド・フロム・キョウト」[8](2012.11.07) - 「恋の惑星」ヴォーカル

### 楽曲提供
シングル
- 石嶺聡子「バイバイ」（1998.10.28） - 拝郷芽衣子名義、作詞のみ
- 安藤禎央「永遠[9]」（2006.04.25） - 作詞、ヴォーカル

## 出演

### CM
- フレンテ (企業) - CMソング「ピンキーちょうだい」
- 全国牛乳普及協会 - CMソング「やっぱ牛乳でしょ」
- 読売新聞グループ本社
- 新潟総合テレビ - 「グライダー」（「Dreaming2006」キャンペーンソング、2006年度）
- 日本デルモンテ - 「ラクベジ野菜と乳酸菌[10]」
- ワコール - LALAN「うわさのリボンブラ体操」
- ミスタードーナツ - カラフルドーナツ、シェイキーポップ「私に」篇

### 映画
- 「変身」主題歌（アルバム『日々是青色』より『蒼い花』）

### 出演番組
現在
- 拝郷メイコ ユメミル細胞（2021年4月6日-・火曜21:00-21:30）

過去
- 5時の魔法使い（東京MXテレビ）
- ゼベック・オンライン（東京MXテレビ）
- 東海ラジオミッドナイトスペシャル　拝郷メイコのツキノモノ（東海ラジオ放送）
- MUSIC PARTY（TOKAIケーブルネットワーク）
- K-MIX 8×8 拝郷メイコのRADIO TREE[11]（K-MIX、2009年10月6日-2013年3月26日・火曜20:00-20:25）
- K-mix Maison de Ami 102号室[12]（2013年4月2日-・火曜21:00-21:25。再放送：火曜27:00-27:25）
- K-mix Midnight Rendez-vous “ミドラン”（2017年4月4日- 火曜25:00-26:00）

### ゲーム
- プロジェクトセカイ カラフルステージ! feat. 初音ミク（2020年9月30日、iOS / Android） - MEIKO 役[13]

### アニメ
- ぷちセカ（2022年、東京MXテレビ、YouTube） - MEIKO 役[14]
- 劇場版プロジェクトセカイ 壊れたセカイと歌えないミク（2025年、劇場アニメ） - MEIKO 役[15]